# Maria Fortunata d'Este
Maria Fortunata d'Este (n. 24 noiembrie 1731, Modena, Italia – d. 21 septembrie 1803, Veneția, Monarhia Habsburgică) a fost prințesă modeneză prin naștere și prințesă de sânge a Franței prin căsătorie. Prin căsătoria cu vărul ei de-al doilea, Louis François Joseph de Bourbon, Prinț de Conti, ea a devenit contesă de La Marche și mai târziu Prințesă Conti și a fost membră a curții franceze a regilor Ludovic al XV-lea și Ludovic al XVI-lea. A fost ultima Prințesă Conti și a murit fără moștenitori.

## Biografie
S-a născut la Palatul Ducal din Modena, ca a patra fiică și al optulea copil al lui Francesco al III-lea d'Este, Duce de Modena, ducele suveran de Modena și tânăra lui soție, Charlotte Aglaé d'Orléans, Mademoiselle de Valois — nepoata regelui Ludovic al XIV-lea al Franței și a metresei sale, Madame de Montespan. 
Maria Fortunata a fost cunoscută ca fiind foarte pioasă și în aceelași timp destul de timidă însă fermecătoare. Mama ei s-a separat de tatăl ei în anii 1740 după ce a fost descoperită o aventură cu Ducele de Richelieu. Exilată în Franța, Charlotte Aglaé a reușit să aranjeze căsătoria fiicelor ei. Fiica cea mare, Maria Teresa Felicitas, s-a căsătorit cu vărul ei de gradul doi, Ducele de Penthièvre, cel mai bogat om din Franța. Maria Fortunata s-a căsătorit și ea cu un alt văr de gradulul al doilea, Louis François Joseph de Bourbon, moștenitorul Prințului de Conti.

### Căsătorie
Ca moștenitor al tatălui lui, soțul ei era cunoscut la curte sub titlul de contele de La Marche. Contractul căsătoriei a fost semnat la Milano la 3 ianuarie 1759 de către ambasadorul francez la curtea din Torino. Nunta prin procură a avut loc la Milano la 7 februarie în același an. A fost celebrată în persoană la 27 februarie la Nangis-en-Brie în Franța.
Tatăl Mariei Fortunata i-a dat o zestre de un milion de livre. În plus, la sosirea ei în Franța, soțul ei a primit un cadou de 150.000 de livre de la regele Ludovic al XV-lea. Tânăra contesă de La Marche a fost prezentată regelui, reginei și restului familiei regale la 5 martie 1759 de Prințesa de Conti, bunica văduvă a soțului ei.
Cuplu nu a avut copii. Mulți de la curte au declarat că această stare de lucruri s-a datorat influenței amantei soțului ei, Marie Anne Véronèse, cunoscută drept Mademoiselle Coraline. Véronèse era dansatoare la un teatru italian. Louis François și amanta lui au avut împreună doi copii nelegitimi, născuți în 1761 și 1767. În 1768, Mariei Fortunata i s-a cerut s-o prezinte pe nepoata ei Louise Marie Adélaïde de Bourbon, Mademoiselle de Penthièvre, regelui și curții. În cele din urmă, nepoata ei se va căsători cu Louis Philippe Joseph d'Orléans, Duce de Chartres, viitorul  Philipe Égalité, în aprilie 1769.
În 1770 a avut loc căsătoria Delfinului Franței, viitorul Ludovic al XVI-lea, cu Arhiducesa Maria Antonia de Austria. Marie Fortunée, așa cum era cunoscută în Franța, și soțul ei au fost unul dintre cele 12 cupluri invitate să ia masa cu tinerii căsătoriți la Palatul Versailles.
După decesul socrului ei, Maria Fortunata și soțul ei s-au separat oficial la 12 iunie 1777, acest lucru ducând la stingerea Casei de Bourbon-Conti. Ea s-a retras la castelul Triel. În timpul Revoluției a părăsit Franța călătorind incognito sub numele de contesă de Triel. A murit la Veneția la 21 septembrie 1803.